# Vilayet di Bosnia
Il vilayet di Bosnia (in turco: Vilâyet-i Bosna), fu un vilayet dell'Impero ottomano, nell'area dell'attuale Bosnia.

## Storia
Il vilayet di Bosnia confinava a sud col vilayet del Kosovo e prima delle riforme amministrative del 1864, era chiamato eyalet di Bosnia. La provincia ottomana cessò di fatto di esistere quando l'Impero austro-ungarico occupò l'area della Bosnia e dell'Erzegovina nel 1878, curandone l'amministrazione. Ad ogni modo, la sovranità ottomana terminò formalmente solo nel 1908, quando l'Austria-Ungheria decise di annettere direttamente il territorio ai propri domini.

## Geografia antropica

### Suddivisioni amministrative
I sangiaccati del vilayet di Bosnia nel XIX secolo erano:
1. sangiaccato di Bosnia
2. sangiaccato di Izvornik
3. sangiaccato di Hersek
4. sangiaccato di Travnik
5. sangiaccato di Bihać